# Johann Abraham Peter Schulz
Pour les articles homonymes, voir Schulz.
Johann Abraham Peter Schulz, né à Lunebourg le 31 mars 1747 et mort à Schwedt le 10 juin 1800, est un compositeur allemand membre de la seconde école de Berlin,.
Il est connu pour avoir composé la mélodie du poème Der Mond ist aufgegangen de Matthias Claudius ainsi que certains chants de Noël comme Ihr Kinderlein kommet (dont on trouvera ici la version française)  (le chant de noël Alle Jahre wieder, qui lui est souvent attribué, a été en réalité composé par Friedrich Silcher).

## Biographie
Schulz entame sa formation dans les écoles de sa ville natale, la Michaelisschule (de) de 1757 à 1759 puis le Johanneum (de) de 1759 à 1764. En 1765 Schulz est l'élève du compositeur berlinois Johann Philipp Kirnberger. Il a été directeur du théâtre français de Berlin de 1776 à 1780 et Kapellmeister du prince Henry de Rheinsberg de 1780 à 1787. Ensuite, Schulz devient Court Kapellmeister à Copenhague de 1787 à 1795, avant de rentrer à Berlin.

## Œuvres
Schulz a écrit des opéras, de la musique pour le théâtre, des cantates, des pièces pour clavier (clavecin ou piano) et des chansons populaires. Il a aussi écrit des articles de théorie musicale pour le traité en quatre volumes Allgemeinen Theorie der schönen Künste de Johann Georg Sulzer (1720-1779)
- Clarisse, La Fée Urgèle, 1775
- Six diverses pièces pour le clavecin ou le piano forte, op. 1 1778
- Gesänge am Clavier, 1779
- Lieder im Volkston, 1782
- Athalie, 1785
- Le Barbier de Séville, 1786
- Maria und Johannes, 1788
- Kristi død, 1792
- Des Erlösers letzte Stunde, 1794

## Source
- (en) Cet article est partiellement ou en totalité issu de l’article de Wikipédia en anglais intitulé « Johann Abraham Peter Schulz » (voir la liste des auteurs).

## Discographie sélective
- J.G.W. Palschau : deux concertos pour clavecin ; J.A.P.Schulz : six diverses pièces pour le clavecin ou le piano forte, op. 1 (Dacapo 8.226040)